# Popis velikih majstora Velike lože Škotske
Ovo je popis velikih majstora Velike lože Škotske. Veliki majstor se bira na jednogodišnji mandat s mogućnošću ponovnog izbora.

## Popis
Izvor
1. William St Clair, XX. barun od Roslina (1736. – 1737.)[4]
2. George Mackenzie, III. earl od Cromartia (1737. – 1738.)[4]
3. John Keith, III. earl od Kintorea (1738. – 1739.)[4] – kasnije je bio veliki majstor Velike lože Engleske, 1740. godine.
4. James Douglas, XIV. earl od Morton (1739. – 1740.)[4] – kasnije je bio veliki majstor Velike lože Engleske, 1741. godine.
5. Thomas Lyon, VIII. earl od Strathmorea i Kinghornea (1740. – 1741.)
6. Alexander Melville, V. earl od Levena (1741. – 1742.)
7. William Boyd, IV. earl od Kilmarnocka (1742. – 1743.)
8. James Wemyss, V. earl od Wemyssa (1743. – 1744.)
9. James Stuart, VIII. earl od Moraya (1744. – 1745.)
10. Henry Erskine, X. earl od Buchana (1745. – 1746.)
11. William Nisbet (1746. – 1747.)
12. Francis Wemyss-Charteris[a] (1747. – 1748.)
13. Hugh Seton (1748. – 1749.)
14. Thomas Erskine, lord Erskine[b] (1749. – 1750.)
15. Alexander Montgomerie, X. earl od Eglintona (1750. – 1751.)
16. James Hay, lord Boyd[c] (1751. – 1752.)
17. George Drummond[d] (1752. – 1753.)
18. Charles Hamilton Gordon (1753. – 1754.)
19. James Forbes, Master od Forbes[e] (1754. – 1755.)
20. Sholto Douglas, lord Aberdour[f] (1755. – 1757.) – kasnije je bio veliki majstor prve Velike lože Engleske, od 1757. do 1761. godine.
21. Alexander Stewart, VI. earl od Gallowaya (1757. – 1759.)
22. David Melville, VI. earl od Levena (1759. – 1761.)
23. Charles Bruce, V. earl od Elgina (1761. – 1763.)
24. Thomas Erskine, VI. earl od Kellie (1763. – 1765.) – također i veliki majstor Drevne velike lože Engleske, od 1760. do 1766. godine.
25. James Stewart[g] 1765-67 (1765. – 1767.)
26. George Ramsay, VIII. earl od Dalhousiea (1767. – 1769.)
27. James Adolphus Oughton (1769. – 1771.)
28. Patrick McDouall, VI. earl od Dumfriesa (1771. – 1773.)
29. John Murray, III. vojvoda od Atholla (1773. – 1774.) – također i veliki majstor Drevne velike lože Engleske, od 1771. do 1774. godine.
30. David Dalrymple[h] (1774. – 1776.)
31. sir William Forbes, VI. baronet (1776. – 1778.)
32. John Murray, IV. vojvoda od Atholla (1778. – 1780.) – također i veliki majstor Drevne velike lože Engleske, od 1775. do 1781. te od 1791. – 1812. godine.
33. Alexander Lindsay, XXIII. earl od Crawforda (1780. – 1782.)
34. David Erskine, XI. earl od Buchana (1782. – 1784.)
35. George Gordon, lord Haddo	(1784. – 1786.)
36. Francis Wemyss-Charteris, lord Elcho (1786. – 1788.)
37. Francis Napier, VIII. lord Napier (1788. – 1790.)
38. George Douglas, XVI. earl od Morton (1790. – 1792.)
39. George Gordon, markiz od Huntlya[i] (1792. – 1794.)
40. William Kerr, earl od Ancrama[j] (1794. – 1796.)
41. Francis Stuart, lord Doune[k] (1796. – 1798.)
42. sir James Stirling, I. baronet[l] (1798. – 1800.)
43. Charles Montagu-Scott, earl od Dalkeitha[m] (1800. – 1802.)
44. George Gordon, V. earl od Aboynea[n] (1802. – 1804.)
45. George Ramsay, IX. earl od Dalhousiea (1804. – 1806.)
46. princ George Augustus od Walesa (1806. – 1820.) – od 1820. kralj Ujedinjenog Kraljevstva kao Đuro IV.
47. v.d. Francis Rawdon-Hastings, II. earl od Moira[o] (1806. – 1808.)
48. v.d. William Maule[p] (1808. – 1810.)
49. v.d. James St Clair-Erskine, II. earl od Rosslyna (1810. – 1812.)
50. v.d. Robert Haldane-Duncan, I. earl od Camperdowna (1812. – 1814.)
51. v.d. James Duff, IV. earl Fife (1814. – 1816.)
52. v.d. sir John Marjoribanks, baronet (1816. – 1818.)
53. v.d. George Hay, VIII. markiz od Tweeddalea (1818. – 1820.)
54. Alexander Hamilton, X. vojvoda od Hamiltona (1820. – 1822.)
55. George Campbell, VI. vojvoda od Argylla (1822. – 1824.)
56. John Campbell, vikount Glenorchy[q] (1824. – 1826.)
57. Thomas Hay-Drummond, XI. earl od Kinnoull	(1826. – 1827.)
58. Francis Wemyss-Charteris, lord Elcho[r] (1827. – 1830.)
59. George Kinnaird, IX. lord Kinnaird (1830. – 1832.)
60. Henry Erskine, XII. earl od Buchan (1832. – 1833.)
61. William Hamilton, markiz od Douglas[s] (1833. – 1835.)
62. Alexander Murray, vikount Fincastle[t] (1835. – 1836.)
63. James Broun-Ramsay, lord Ramsay[u] (1836. – 1838.)
64. sir James Forrest, I. baronet[v] (1838. – 1840.)
65. George Leslie, XV. earl od Rothesa (1840. – 1841.)
66. Lord Frederick FitzClarence (1841. – 1843.)
67. George Murray, Lord Glenlyon[w] (1843. – 1864.)
68. John Whyte-Melville (1864. – 1867.)
69. Fox Maule Ramsay, XI. earl od Dalhousiea (1867. – 1870.)
70. Robert St Clair-Erskine, IV. earl od Rosslyna (1870. – 1873.)
71. sir Michael Shaw-Stewart, VII. baronet (1873. – 1882.)
72. Walter Erskine, XI. earl od Mara (1882. – 1885.)
73. Archibald Campbell, I. baronet[x] (1885. – 1892.)
74. George Baillie-Hamilton, XI. earl od Haddington (1892. – 1893.)
75. sir Charles Dalrymple od Newhailes, I. baronet (1893. – 1897.)
76. Alexander Fraser, XIX. lord Saltoun (1897. – 1900.)
77. James Hozier (afterwards II. barun Newlands)	(1900. – 1904.)
78. Charles Maule Ramsay (1904. – 1907.)
79. Thomas Gibson-Carmichael[y] (1907. – 1909.) – kasnije je bio veliki majstor Velike lože Viktorije, od 1909. do 1912. godine.
80. John Stewart-Murray, markiz od Tullibardine[z] (1909. – 1913.)
81. Robert King Stewart od Murdostouna (1913. – 1916.)
82. sir Robert Gilmour, I. baronet (1916. – 1920.)
83. Archibald Montgomerie, XVI. earl od Eglintona (1920. – 1921.)
84. Edward Bruce, X. earl od Elgina (1921. – 1924.)
85. John Dalrymple, XII. earl od Staira (1924. – 1926.)
86. Archibald Douglas, IV. barun Blythswood	(1926. – 1929.)
87. Alexander Archibald Hagart-Speirs	(1929. – 1931.)
88. Robert Hamilton, XI. lord Belhaven i Stenton (1931. – 1933.)
89. Alexander Fraser, XX. lord Saltoun (1933. – 1935.)
90. sir Iain Colquhoun od Luss, VII. baronet (1935. – 1936.)
91. Vojvoda od Yorka / kralj Đuro VI.[aa] (1936. – 1937.)
92. sir Norman Orr-Ewing, IV. baronet	(1937. – 1939.)
93. Robert Balfour, vikount Traprain[ab] (1939. – 1942.)
94. John Christie Stewart	(1942. – 1945.)
95. Randolph Stewart, XII. earl od Gallowaya (1945. – 1949.)
96. Malcolm Barclay-Harvey (1949. – 1953.) – prethodno je bio veliki majstor Velike lože Južne Australije, od 1941. do 1944. godine.
97. Alexander Macdonald, VII. barun Macdonald od Slate (1953. – 1957.)
98. Archibald Montgomerie, XVII. earl od Eglintona (1957. – 1961.)
99. Andrew Bruce, lord Bruce[ac] (1961. – 1965.)
100. sir Ronald Orr-Ewing, V. baronet (1965. – 1969.)
101. David Liddell-Grainger (1969. – 1974.)
102. Robert Wolrige Gordon (1974. – 1979.)
103. James Wilson McKay (1979. – 1983.)
104. James Malcolm Marcus Humphrey (1983. – 1985.)
105. sir Gregor MacGregor, VI. baronet (1985. – 1993.)
106. Michael Baillie, III. barun Burton (1993. – 1999.)
107. sir Archibald Donald Orr-Ewing, VI. baronet (1999. – 2004.) – I. put
108. Joseph Morrow	(2004. – 2005.) – I. put
109. sir Archibald Donald Orr-Ewing, VI. baronet (2005. – 2008.) – II. put
110. Charles Iain Robert Wolrige-Gordon, XXII. od Hallhead i XI. od Esslemont (2008. – 2018.)
111. William Ramsay McGhee (2018. – 2023.)
112. Joseph Morrow	(2023. – 2024.) – II. put
113. William Ramsay McGhee (od 2025.) – II. put